# Malechów (gmina)
Malechów (od 1937 Dublany) – dawna gmina wiejska w powiecie lwowskim województwa lwowskiego II Rzeczypospolitej. Siedzibą gminy był Malechów.
Gminę utworzono 1 sierpnia 1934 r. w ramach reformy na podstawie ustawy scaleniowej z dotychczasowych gmin wiejskich: Dublany, Grzęda, Grzybowice, Laszki Murowane, Malechów, Podliski Małe, Sieciechów, Sroki Lwowskie, Stroniatyn, Zboiska i Żydatycze.
1 kwietnia 1937 r. została zniesiona, a z jej terytorium utworzono gminę Dublany.